# 明娜·康特
明娜·康特（芬蘭語：Minna Canth，1844年3月19日—1897年5月12日），出生时原名为乌尔丽卡·威廉明娜·约翰松（瑞典語：Ulrika Wilhelmina Johnsson）是一位芬兰作家和社会活动者。她的作品多涉及妇女权利。她是19世纪80年代芬兰文学中现实主义运动的先驱，抨击社会时弊，积极宣传革新，争取妇女平等和社会正义，并让无产者第一次登上文艺舞台。代表作有剧本《工人之妻》、《牧师之家》等，长篇小说有《穷人》、《按照法律》等。
康特是芬兰第一位授予升旗日的妇女，自2007年起3月19日为纪念她的升旗日，那天也同时是芬兰的平等权利日。